# Enigma (film, 2001)
Pour les articles homonymes, voir Enigma.
Pour plus de détails, voir Fiche technique et Distribution.
Enigma est un film américano-germano-britannique réalisé par Michael Apted, sorti en 2001. C'est l'adaptation du roman du même nom de Robert Harris publié en 1995.

## Synopsis
L'action tourne autour du déchiffrage par les services secrets britanniques, à Bletchley Park, du code de la machine de chiffrement Enigma utilisée par les Allemands au cours de la Seconde Guerre mondiale.

## Fiche technique
- Titre : Enigma
- Réalisation : Michael Apted
- Scénario : Tom Stoppard, d'après le roman Enigma, de Robert Harris
- Production : Robbert Aarts, David Brown, Guy East, Thomas Garvin, Hanno Huth, Mick Jagger, Lorne Michaels, Victoria Pearman, Nigel Sinclair et Michael White
- Sociétés de production : Broadway Video, Intermedia Films et Senator Film Produktion
- Musique : John Barry
- Photographie : Seamus McGarvey
- Montage : Rick Shaine
- Décors : John Beard
- Costumes : Shirley Russell
- Pays d'origine : États-Unis, Royaume-Uni, Allemagne, Pays-Bas
- Format : Couleurs - 2,35:1 - Dolby Digital - 35 mm
- Genre : Drame, romance, thriller, guerre
- Durée : 119 minutes
- Date de sortie : 22 janvier 2001 (festival de Sundance), 14 septembre 2001 (festival de Toronto), 28 septembre 2001 (Royaume-Uni), 19 avril 2002 (États-Unis), 22 mai 2002 (Belgique)

## Distribution
- Dougray Scott : Thomas Jericho
- Kate Winslet : Hester Wallace
- Saffron Burrows : Claire
- Jeremy Northam : Wigram
- Nikolaj Coster-Waldau : Puck
- Tom Hollander : Logie
- Donald Sumpter : Leveret
- Matthew Macfadyen : Cave
- Richard Leaf : Baxter
- Nicholas Rowe : Villiers
- Ian Felce : Proudfoot
- Bohdan Poraj : Pinker
- Paul Rattray : Kingcome
- Richard Katz : De Brooke
- Tom Fisher : Upjohn
- Robert Pugh : Skynner
- Corin Redgrave : Amiral Trowbridge
- Angus MacInnes : Commandant Hammerbeck

## Autour du film[3]
- Le tournage s'est déroulé à Amsterdam, Borehamwood, Devon, Londres, Loughborough, Luton, Milton Keynes et Oban.
- Le personnage de Thomas Jericho est inspiré du mathématicien britannique Alan Turing.
- L'actrice Kate Winslet était enceinte au moment du tournage, et n'eut donc pas besoin de prothèse à la fin du film.
- À noter, une petite apparition de Mick Jagger en tant que soldat dans un bar.

## Bande originale
- 5 Variants of « Dives and Lazarus », composé par Ralph Vaughan Williams et interprété par l'Academy of St Martin in the Fields
- Put Your Arms Around Me Honey, composé par Albert von Tilzer et Junie McCree, interprété par le Phil Green Orchestra
- Black Bottom, composé par Ray Henderson et interprété par Howard Lannin et son orchestre
- One O'Clock Jump, composé par Count Basie et interprété par Benny Goodman et son orchestre
- Chorale Prelude No. 18, B W V 668, Wenn wir in höchsten Nöten Sein, composé par Johann Sebastian Bach et interprété par Peter Hurford
- You'll Never Know, composé par Harry Warren et Mack Gordon, interprété par Anne Shelton
- Andante from Brandenburg Concerto No. 4, B W V 1049, composé par Johann Sebastian Bach et interprété par Aurèle Nicolet et Peter Reidemeisser
- Tiggerty Boo, composé par Hal Halifax
- Adeste Fidelis (O Come All Ye Faithful), écrit par John Francis Wade (latin) et Frederick Oakeley (anglais)

## Distinctions

### Récompenses
- Prix du meilleur film dans le domaine des sciences et technologies, lors du Festival international du film d'Hampton en 2001.
- Prix Empire de la meilleure actrice britannique pour Kate Winslet en 2002.
- Prix de la meilleure actrice pour Kate Winslet, lors des Evening Standard British Film Awards en 2002.

### Nominations
- Prix du meilleur réalisateur, meilleur chef décorateur et meilleure actrice pour Kate Winslet, lors des British Independent Film Awards en 2001.
- Prix Empire du meilleur film britannique en 2002.
- Prix Exposé par la Political Film Society en 2003.